# Chlorocypha tenuis
Chlorocypha tenuis är en trollsländeart som beskrevs av Cynthia Longfield 1936. Chlorocypha tenuis ingår i släktet Chlorocypha och familjen Chlorocyphidae. IUCN kategoriserar arten globalt som livskraftig. Inga underarter finns listade i Catalogue of Life.